# Pepsis grossa
Il falco delle tarantole (Fabricius, 1798), altrimenti noto come vespa falco delle tarantole, è un insetto appartenente alla famiglia Pompilidae. Preda tarantole, caratteristica che garantisce questo nome comune alla specie ed affini, appartenenti sia al genere Pepsis sia a quello Hemipepsis. Solamente le femmine della specie vanno a caccia, il che le rende, a differenza dei maschi, capaci di pungere. Possiedono la terza puntura più dolorosa secondo la scala di Schmidt, con un valore pari a 4.0 che è superato solo da quello della formica proiettile (4.0+) e da quello della vespa carnefice (4.0++). Le particolarità che consentono il riconoscimento della specie sono l'arancione acceso delle ali e certe volte il loro contorno nero. Nella parte settentrionale del Sud America, una forma conosciuta come ligamorfica presenta le ali inscurite alla base con chiazze color ambrato.

## Tassonomia e descrizione
A causa della confusione generata dalla somiglianza dei colori, fino al 2002 con il nome Pepsis formosa venivano indicate sia P. grossa sia la sottospecie P. formosa pattoni, C.R. Vardy però rese entrambi i nomi P. grossa. Le tre varianti si possono incontrare in zone geograficamente separate: quella melanica nella parte più occidentale del Nord America, quella giallastra predomina nelle zone rimanenti eccezion fatta per quella più meridionale del continente, abitata prevalentemente da quella ligamorfica. Risulta abbastanza difficile distinguere gli individui del sottotipo melanico da quelli di Pepsis mexicana per quanto riguarda il colore, se si considerano le dimensioni invece, quest’ultima appare sensibilmente più piccola. La lunghezza media di P. grossa varia, 30–51 mm per le femmine, 24–40 mm per i maschi. Questi si distinguono dai maschi di altre specie del genere Pepsis perché hanno 12 segmenti nelle antenne e non 13, rispettivamente uno scapo, un pedicello e 10 flagellomeri (le altre ne hanno 11). Alcune giovane femmine presentano una ruvida peluria nella regione femorale delle zampe anteriori. La colorazione accesa, i movimenti molto irregolari della vespa ed il suo forte odore fungono da avvertimento per gli eventuali predatori.

## Distribuzione
La presenza di questa specie è riscontrabile negli Stati Uniti meridionali, in Messico e Centro America (Caraibi compresi) e la parte più a nord del Sud America.

## Biologia
Queste vespe predano quasi esclusivamente tarantole della famiglia Theraphosidae. In Texas la loro preda preferita è Aphonopelma hentzi. Cacciano al crepuscolo, evitando l’intensa luce solare delle ore più calde, volando basse poco sopra la superficie del terreno e facendosi guidare dalla vista e dagli odori, i quali giocano un ruolo cruciale nell’identificazione della buca occupata dal ragno. Possono anche cacciare sul suolo e quando lo fanno muovono antenne ed ali nervosamente. Trovata la vittima, la vespa recide con le mandibole la ragnatela che copre l’ingresso alla tana ed entra al suo interno. Deve inoltre sfrattare la tarantola per poter avere spazio a sufficienza per le operazioni che seguiranno.
Scacciato il ragno in superficie, il falco si strofina le antenne e cerca di indurre la preda a sollevarsi sulle zampe posteriori ed a mostrare le zanne; una volta che è riuscito nell’intento si scaglia contro l’aracnide e lo punge tra l’attaccatura delle gambe e lo sterno, colpendo un centro nervoso che, danneggiato, causa l’immediata paralisi della tarantola. Molto più di frequente però accade che il ragno eviti di reagire all'attacco, dato che è altamente improbabile che riesca a sopraffare il predatore. Se stanca, la vespa potrebbe nutrirsi del fluido che trasuda dalla ferita inferta. Una volta neutralizzata la preda, l’insetto ha due alternative: portarla nella buca del ragno catturato oppure scavare una nuova fossa.
Dopodiché depone un unico uovo nella tarantola e chiude l’ingresso. La larva che esce dall’uovo si nutre attentamente del ragno paralizzato, mangiando gli organi vitali per ultimi. Terminato il pasto, si tesse un bozzolo con il quale si racchiude per poi uscirne una volta completata la metamorfosi in pupa. Lascerà la buca solamente quando sarà diventata un esemplare adulto. Una particolarità è nel fatto che qualora il falco sceglierà una tarantola femmina depositerà un uovo fertilizzato che si schiuderà facendo emergere una femmina, se invece sceglierà un maschio depositerà un uovo non fertilizzato dal quale nascerà un maschio. Gli esemplari adulti al contrario delle larve si nutrono di polline e nettare: nel Big Bend Ranch State Park, in Texas, è stato che il 73,6% di piante frequentate per nutrirsi è costituito da asclepidi.

## Predatori
Ci sono poche testimonianze di predazione da parte di altri animali ai danni di quest'insetto. Tra i principali nemici del falco delle tarantole ci sono gli uccelli del genere Tyrannus ed i corridori della strada. Questi ultimi sbattono la vespa al suolo prima di mangiarla; altrimenti cercano e rubano anche i ragni "infettati" dal falco, lasciando il proprietario incolume. Un altro predatore di questa specie è la rana toro americana.

## Puntura
Le vespe dei generi Pepsis ed Hemipepsis producono grandi quantità di veleno e, quando pungono l'uomo, questo prova un dolore immediato, intenso ed atroce seppure sia di breve durata. Sebbene il dolore provocato abbia dei valori tra i più alti mai registrati per una puntura d'insetto, il veleno non è molto tossico. Ha un DL50 pari a circa 65 mg/Kg, il che rivela che la strategia difensiva di P. formosa si basi interamente sul dolore. La colorazione della specie viene considerata aposematica, esistono dunque svariati insetti innocui che sono mimici batesiani.

## Mimetismo
La mosca predone Wyliea mydas è un mimico batesiano di questa specie e di P. thisbe, poiché ha una colorazione nera con ali arancione brillante. Un’altra caratteristica di questa mosca è nel fatto che finge di pungere l’aggressore se minacciata, esponendo gli organi riproduttivi che si trovano sulla terminazione dell’addome.